# Galleria Comelico
La galleria Comelico è un traforo che mette in comunicazione il centro Cadore e il Comelico tramite la strada statale 52 Carnica. Con i suoi 4 km è la terza galleria più lunga del Veneto dopo il tunnel di Malo e il traforo dello Zovo e per un periodo detenne il primato di galleria su strada statale più lunga d'Italia.
La galleria è stata aperta al traffico il 31 luglio 1986. In precedenza la statale transitava in superficie attraverso la valle del Piave, seguendo un percorso più lungo e tortuoso.

## Percorso
Se si eccettua il passo di Sant'Antonio e la strada statale 465 della Forcella Lavardet e di Valle San Canciano (che si imboccava dopo aver percorso la SP 619 fino a raggiungere l'altopiano di Casera Razzo e quindi la Forcella Lavardet per raggiungere infine a Campolongo, ma che è chiusa al traffico dal 1993 a causa di un'alluvione ed è in attesa di ripristino), la galleria rappresenta l'unico collegamento stradale tra il Centro Cadore e il Comelico, visto che il vecchio tratto in superficie della statale è chiuso al traffico. Inizia tra Cima Gogna e Villapiccola, in corrispondenza del raccordo con la SR 48 diretta in val d'Ansiei e passa sotto le pendici meridionali del col Piccolo (1.545 m s.l.m.) e del monte Piedo (1.686 m).
Il tunnel è sostanzialmente rettilineo, ad eccezione di una curva verso l'uscita. Termina in località Ponte della Lasta, in prossimità del centro di Santo Stefano di Cadore.
Il limite di velocità nella galleria è di 50 km/h, a causa del fondo stradale dissestato.